# Chionaema postdivisa
Chionaema postdivisa là một loài bướm đêm thuộc phân họ Arctiinae, họ Erebidae.